# Alexander Kristoff
Alexander Kristoff  (Oslo, 5 de julio de 1987) es un ciclista noruego, miembro del equipo Uno-X Mobility.

## Biografía
Debido a la separación de sus padres, Kristoff se trasladó a los seis años de edad a Stavanger. Sus inicios en el ciclismo fue con su padrastro, el cual es un entrenador de ciclismo. En juveniles ganó el campeonato nacional y fue cuarto en los juegos olímpicos de dicha categoría. Vencedor del título nacional en 2007 a los 20 años, ganó la prueba amateur dos años más tarde. Fichó por el equipo estadounidense BMC Racing Team en 2010, donde compitió 2 años y a partir de 2012 lo hace por el Katusha.
En 2014 consiguió una de sus victorias más importantes, al imponerse en la Milán-San Remo, primer monumento ciclista de la temporada, tras vencer al esprint al suizo Fabian Cancellara y al británico Ben Swift. Además, en julio se impuso en dos etapas al sprint en el Tour de Francia 2014, en la 12.ª batió con superioridad al eslovaco Peter Sagan y en la 15.ª ganó en una etapa terminada en Nimes.
En la temporada 2015 quedó en segunda posición en la Milán-San Remo, tras ser batido por el alemán John Degenkolb en un esprint masivo. Pero en el Tour de Flandes, segundo monumento de la temporada, logró llevarse la victoria tras lanzar un ataque a 30 kilómetros de meta junto al neerlandés Niki Terpstra, el cual batió con superioridad en la línea de meta ubicada en la ciudad de Oudenaarde, obteniendo así su segundo monumento en su carrera deportiva y ser el primer noruego en ganar esta competencia. Kristoff ya venía de dar una exhibición en los Tres Días de La Panne, al ganar tres de cuatro etapas, quedar tercero en la contrarreloj final y llevarse la general por delante de Stijn Devolder y Bradley Wiggins.

## Palmarés
| 2007 - Campeonato de Noruega en Ruta 2008 - 1 etapa del G. P. Ringerike 2009 - 1 etapa del G. P. Ringerike - 2.º en el Campeonato de Noruega en Ruta 2011 - Campeonato de Noruega en Ruta 2012 - 1 etapa de los Tres Días de La Panne - 3.º en el Campeonato de Noruega en Ruta - 3.º en los Juegos Olímpicos en Ruta - 1 etapa de la Vuelta a Dinamarca 2013 - 1 etapa de los Tres Días de La Panne - 3 etapas del Tour de Noruega - 1 etapa de la Vuelta a Suiza - 2.º en el Campeonato de Noruega en Ruta - 1 etapa del Tour de los Fiordos 2014 - 1 etapa del Tour de Omán - Milán-San Remo - Gran Premio de Fráncfort - 2 etapas del Tour de Noruega - Tour de los Fiordos, más 3 etapas - 2 etapas del Tour de Francia - 2 etapas de la Arctic Race de Noruega - Vattenfall Cyclassics 2015 - 3 etapas del Tour de Catar - 1 etapa del Tour de Omán - 1 etapa del París-Niza - Tres Días de La Panne, más 3 etapas - Tour de Flandes - Scheldeprijs - 2 etapas del Tour de Noruega - 3 etapas del Tour de los Fiordos - G. P. Kanton Aargau - 1 etapa de la Vuelta a Suiza - 1 etapa de la Arctic Race de Noruega - Gran Premio de Plouay 2016 - 3 etapas del Tour de Catar - 2 etapas del Tour de Omán - 1 etapa de los Tres Días de La Panne - Gran Premio de Fráncfort - 1 etapa del Tour de California - 2.º en el Campeonato de Noruega en Ruta - 1 etapa de la Arctic Race de Noruega - Tour de los Fiordos, más 3 etapas | 2017 - 1 etapa de la Estrella de Bessèges - 3 etapas del Tour de Omán - 1 etapa de los Tres Días de La Panne - Gran Premio de Fráncfort - RideLondon-Surrey Classic - Campeonato Europeo en Ruta - 1 etapa de la Arctic Race de Noruega - 2.º en el Campeonato Mundial en Ruta 2018 - 1 etapa del Tour de Omán - 1 etapa del Tour de Abu Dhabi - Gran Premio de Fráncfort - G. P. Kanton Aargau - 1 etapa del Tour de Francia 2019 - 1 etapa del Tour de Omán - Gante-Wevelgem - Tour de Noruega, más 1 etapa - G. P. Kanton Aargau - 1 etapa de la Vuelta a Alemania - 1 etapa del Tour de Eslovaquia 2020 - 1 etapa del Tour de Francia 2021 - 2 etapas de la Vuelta a Alemania 2022 - Clásica de Almería - Scheldeprijs - 1 etapa del Tour de Noruega - 2.º en el Campeonato de Noruega en Ruta - Circuito Franco-Belga - 1 etapa de la Vuelta a Alemania 2023 - 1 etapa de la Vuelta al Algarve - 1 etapa del Tour de Noruega - 2.º en el Campeonato de Noruega en Ruta 2024 - Elfstedenronde - Antwerp Port Epic - 1 etapa del Tour de Noruega - Flecha de Heist - 2 etapas de la Arctic Race de Noruega - 2 etapas de la CRO Race 2025 - 1 etapa de la Vuelta a Andalucía - 1 etapa de la Arctic Race de Noruega |

## Resultados

### Grandes Vueltas
| Carrera | Carrera         | 2006 | 2007 | 2008 | 2009 | 2010 | 2011  | 2012  | 2013  | 2014  | 2015  | 2016  | 2017  | 2018  | 2019  | 2020  | 2021 | 2022  | 2023  | 2024  | 2025 |
| ------- | --------------- | ---- | ---- | ---- | ---- | ---- | ----- | ----- | ----- | ----- | ----- | ----- | ----- | ----- | ----- | ----- | ---- | ----- | ----- | ----- | ---- |
|         | Giro de Italia  | —    | —    | —    | —    | —    | 157.º | 149.º | —     | —     | —     | —     | —     | —     | —     | —     | —    | —     | —     | —     | —    |
|         | Tour de Francia | —    | —    | —    | —    | —    | —     | —     | 147.º | 125.º | 130.º | 149.º | 130.º | 114.º | 139.º | 132.º | —    | 101.º | 134.º | 131.º | —    |
|         | Vuelta a España | —    | —    | —    | —    | —    | —     | —     | —     | —     | —     | —     | —     | —     | —     | —     | —    | —     | —     | —     | —    |

—: no participa

Ab.: abandono

### Clásicas, Campeonatos y JJ. OO.
| Carrera                 | Carrera                 | 2006          | 2007          | 2008 | 2009          | 2010          | 2011          | 2012  | 2013          | 2014          | 2015          | 2016  | 2017          | 2018          | 2019          | 2020          | 2021 | 2022 | 2023 | 2024  | 2025 |
| ----------------------- | ----------------------- | ------------- | ------------- | ---- | ------------- | ------------- | ------------- | ----- | ------------- | ------------- | ------------- | ----- | ------------- | ------------- | ------------- | ------------- | ---- | ---- | ---- | ----- | ---- |
| Omloop Het Nieuwsblad   | Omloop Het Nieuwsblad   | —             | —             | —    | —             | —             | —             | 101.º | 138.º         | 77.º          | 11.º          | 101.º | Ab.           | —             | —             | Ab.           | 58.º | 60.º | 4.º  | 14.º  | —    |
| Kuurne-Bruselas-Kuurne  | Kuurne-Bruselas-Kuurne  | —             | —             | —    | —             | Ab.           | —             | 9.º   | X             | 11.º          | 2.º           | 2.º   | 21.º          | —             | —             | 3.º           | 40.º | 11.º | 43.º | 118.º | —    |
|                         | Milán-San Remo          | —             | —             | —    | —             | —             | —             | 131.º | 8.º           | 1.º           | 2.º           | 6.º   | 4.º           | 4.º           | 14.º          | 83.º          | 89.º | 26.º | —    | 85.º  | —    |
| E3 Harelbeke            | E3 Harelbeke            | —             | —             | —    | —             | —             | —             | 94.º  | —             | —             | 4.º           | 52.º  | 27.º          | 40.º          | 21.º          | X             | 66.º | —    | Ab.  | —     | Ab.  |
| Gante-Wevelgem          | Gante-Wevelgem          | —             | —             | —    | —             | Ab.           | —             | —     | 14.º          | 11.º          | 9.º           | Ab.   | 73.º          | 25.º          | 1.º           | 19.º          | 28.º | 11.º | 69.º | —     | 4.º  |
| A Través de Flandes     | A Través de Flandes     | —             | —             | —    | —             | —             | 112.º         | —     | 20.º          | 13.º          | —             | —     | —             | 76.º          | 12.º          | X             | 6.º  | 31.º | 27.º | 77.º  | Ab.  |
|                         | Tour de Flandes         | —             | —             | —    | —             | —             | —             | 15.º  | 4.º           | 5.º           | 1.º           | 4.º   | 5.º           | 16.º          | 3.º           | 3.º           | 18.º | 10.º | 18.º | 74.º  | 55.º |
| Scheldeprijs            | Scheldeprijs            | —             | —             | —    | —             | 10.º          | 7.º           | 17.º  | 5.º           | 15.º          | 1.º           | 15.º  | —             | —             | —             | 13.º          | 33.º | 1.º  | 88.º | —     | 8.º  |
|                         | París-Roubaix           | —             | —             | —    | —             | Ab.           | Ab.           | 57.º  | 9.º           | Ab.           | 10.º          | 48.º  | Ab.           | 57.º          | 56.º          | X             | 14.º | 12.º | 15.º | 21.º  | Ab.  |
| Flecha Brabanzona       | Flecha Brabanzona       | —             | —             | —    | —             | Ab.           | —             | —     | —             | —             | —             | —     | —             | —             | —             | Ab.           | —    | —    | —    | —     | —    |
| Amstel Gold Race        | Amstel Gold Race        | —             | —             | —    | —             | Ab.           | —             | —     | —             | —             | —             | —     | —             | —             | —             | —             | —    | —    | —    | —     | —    |
| Cyclassics Hamburg      | Cyclassics Hamburg      | —             | —             | —    | —             | 4.º           | 14.º          | 11.º  | 3.º           | 1.º           | 2.º           | 5.º   | 4.º           | 3.º           | 4.º           | X             | X    | 10.º | —    | 5.º   |      |
| Bretagne Classic        | Bretagne Classic        | —             | —             | —    | —             | —             | —             | —     | Ab.           | 8.º           | 1.º           | 3.º   | 2.º           | 11.º          | —             | —             | —    | —    | —    | —     |      |
| Gran Premio de Quebec   | Gran Premio de Quebec   | X             | X             | X    | X             | —             | —             | —     | —             | 21.º          | 3.º           | —     | —             | 15.º          | —             | X             | X    | —    | —    | —     |      |
| Gran Premio de Montreal | Gran Premio de Montreal | X             | X             | X    | X             | —             | —             | —     | —             | 102.º         | 29.º          | —     | —             | 98.º          | —             | X             | X    | —    | —    | —     |      |
| París-Tours             | París-Tours             | —             | —             | —    | —             | —             | —             | 17.º  | —             | —             | —             | —     | —             | —             | —             | —             | —    | —    | —    | —     |      |
| JJ. OO. (Ruta)          | JJ. OO. (Ruta)          | No se disputó | No se disputó | —    | No se disputó | No se disputó | No se disputó | 3.º   | No se disputó | No se disputó | No se disputó | —     | No se disputó | No se disputó | No se disputó | No se disputó | —    | ND   | ND   | —     | ND   |
| Mundial en Ruta         | Mundial en Ruta         | —             | —             | —    | —             | 69.º          | —             | —     | —             | 8.º           | 4.º           | 7.º   | 2.º           | —             | 7.º           | —             | 21.º | 6.º  | Ab.  | —     |      |
| Europeo en Ruta         | Europeo en Ruta         | X             | X             | X    | X             | X             | X             | X     | X             | X             | X             | —     | 1.º           | 11.º          | 4.º           | Ab.           | Ab.  | 8.º  | —    | 5.º   |      |
| Noruega en Ruta         | Noruega en Ruta         | 21.º          | 1.º           | 5.º  | 2.º           | —             | 1.º           | 3.º   | 2.º           | 16.º          | 10.º          | 2.º   | 50.º          | 27.º          | 7.º           | —             | Ab.  | 2.º  | 2.º  | —     | 27.º |
| Noruega Contrarreloj    | Noruega Contrarreloj    | —             | —             | —    | 8.º           | —             | —             | —     | —             | —             | —             | —     | —             | —             | —             | —             | —    | —    | —    | —     | —    |

## Equipos
- Glud & Marstrand Horsens (2006)
- Maxbo/Joker (2007-2009)
  - Team Maxbo-Bianchi (2007)
  - Joker-Bianchi (2008-2009)
- BMC Racing Team (2010-2011)
- Katusha (2012-2017)
  - Katusha Team (2012-2013)
  - Team Katusha (2014-2016)
  - Team Katusha-Alpecin (2017)
- UAE Team Emirates (2018-2021)
- Intermarché-Wanty-Gobert Matériaux (2022)
- Uno-X (2023-)[6]
  - Uno-X Pro Cycling Team (2023)
  - Uno-X Mobility (2024-)